# Beginners
Beginners är en amerikansk romantisk dramakomedi från 2010. Filmen är regisserad och skriven av Mike Mills med Ewan McGregor i huvudrollen. Christopher Plummer belönades såväl med en Oscar som med en Golden Globe för Bästa manliga biroll för sin prestation som Hal. Filmen bygger på regissören Mike Mills egna erfarenheter från när hans far kom ut som homosexuell.

## Handling
Beginners handlar om Oliver som träffar Anna bara några månader efter att hans pappa Hal gått bort i cancer. Förälskelsen fyller Oliver med minnen av pappan, som vid 75 års ålder kom ut som homosexuell efter att ha mist sin fru efter ett långt äktenskap. Detta för far och son nära varandra för första gången vilket får största betydelse för Olivers kärlek till Anna.

## Rollista
- Ewan McGregor – Oliver
- Keegan Boos – Oliver som ung
- Christopher Plummer – Hal
- Mélanie Laurent – Anna
- Goran Višnjić – Andy
- Kai Lennox – Elliot
- Mary Page Keller – Georgia
- China Shavers – Shauna